# Thomas Was Alone
Thomas Was Alone è un videogioco indipendente di genere rompicapo e piattaforme e il primo titolo dello sviluppatore Mike Bithell. Il gioco è stato pubblicato nell'ottobre 2010, originariamente come un browser game basato su Flash. Il gioco è stato ampliato e distribuito per i sistemi macOS e Microsoft Windows nel luglio 2012. Le versioni PlayStation 3 e PlayStation Vita sono state commercializzate con nuovi contenuti nell'aprile del 2013, mentre una versione per Linux del gioco è stata distribuita in un Humble Bundle nel maggio 2013. Il gioco è stato convertito per dispositivi iPad nel maggio 2014, e per altri dispositivi iOS e dispositivi Android nel luglio 2014. Il gioco è stato pubblicato anche su Xbox One, PlayStation 4 e Wii U nel novembre 2014.
Nel gioco, il giocatore controlla una o più semplici forme poligonali che rappresentano diverse entità di Intelligenza artificiale fuori controllo, lavorando con le forme individuali per arrivare alla fine di ogni livello. Ogni forma è caratterizzata con un nome univoco e una personalità, che vengono trasmesse al giocatore attraverso l'uso di un narratore, doppiato da Danny Wallace la cui performance ha fatto guadagnare al gioco un BAFTA Games Award.